# The Prospectors (film 1914)
The Prospectors è un cortometraggio muto del 1914 diretto da Travers Vale. Considerato un film perduto, fu interpretato da George Morgan, Louise Vale, James A. Furey.

## Produzione
Il film fu prodotto dalla Biograph Company.

## Distribuzione
Distribuito dalla General Film Company, il film - un cortometraggio in una bobina - uscì nelle sale cinematografiche statunitensi il 16 luglio 1914.
Non si conoscono copie ancora esistenti della pellicola che viene considerata presumibilmente perduta.